# Diospyros saldanhae
Diospyros saldanhae là một loài thực vật có hoa trong họ Thị. Loài này được Kosterm. mô tả khoa học đầu tiên năm 1977.

## Hình ảnh

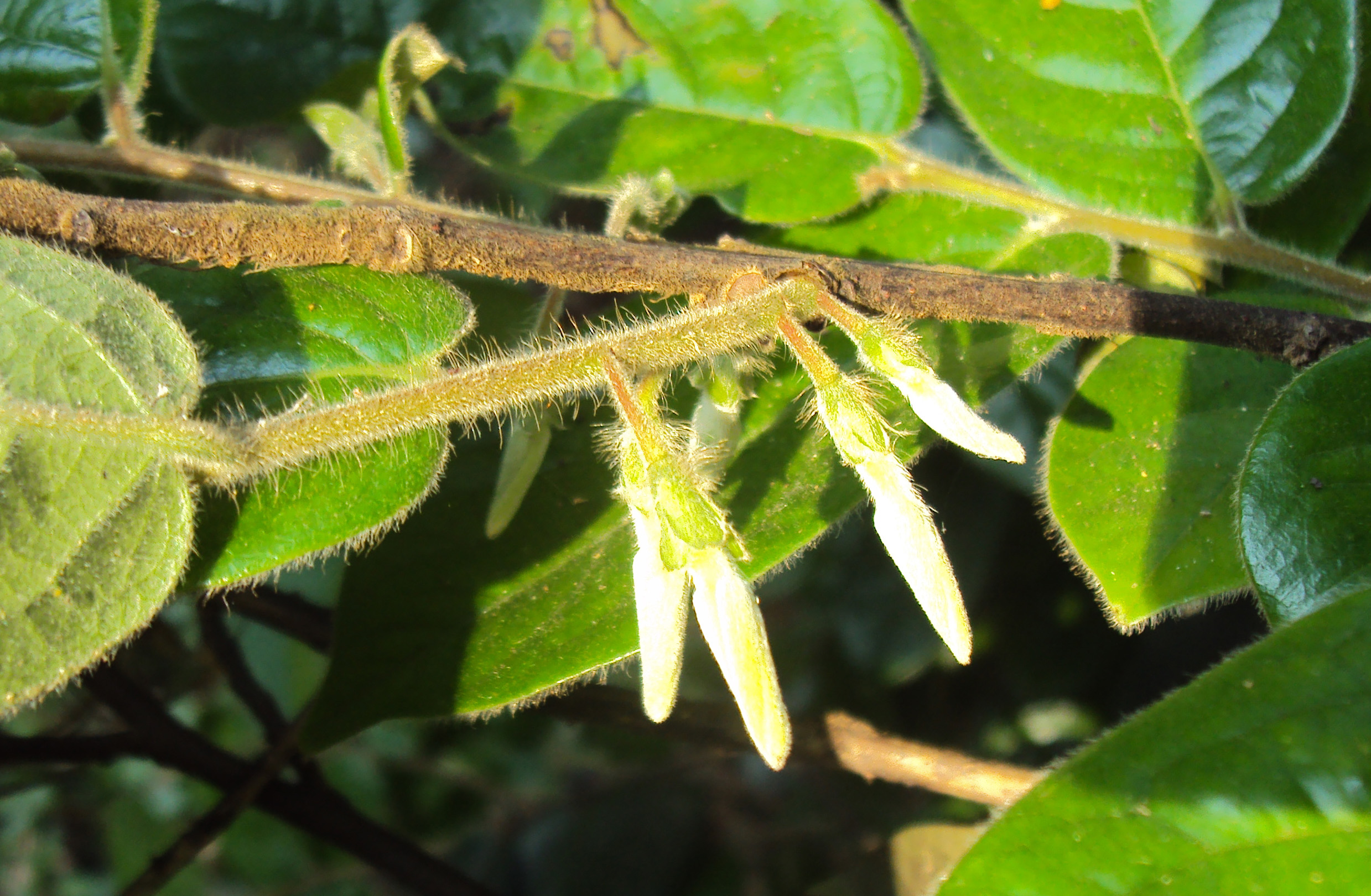
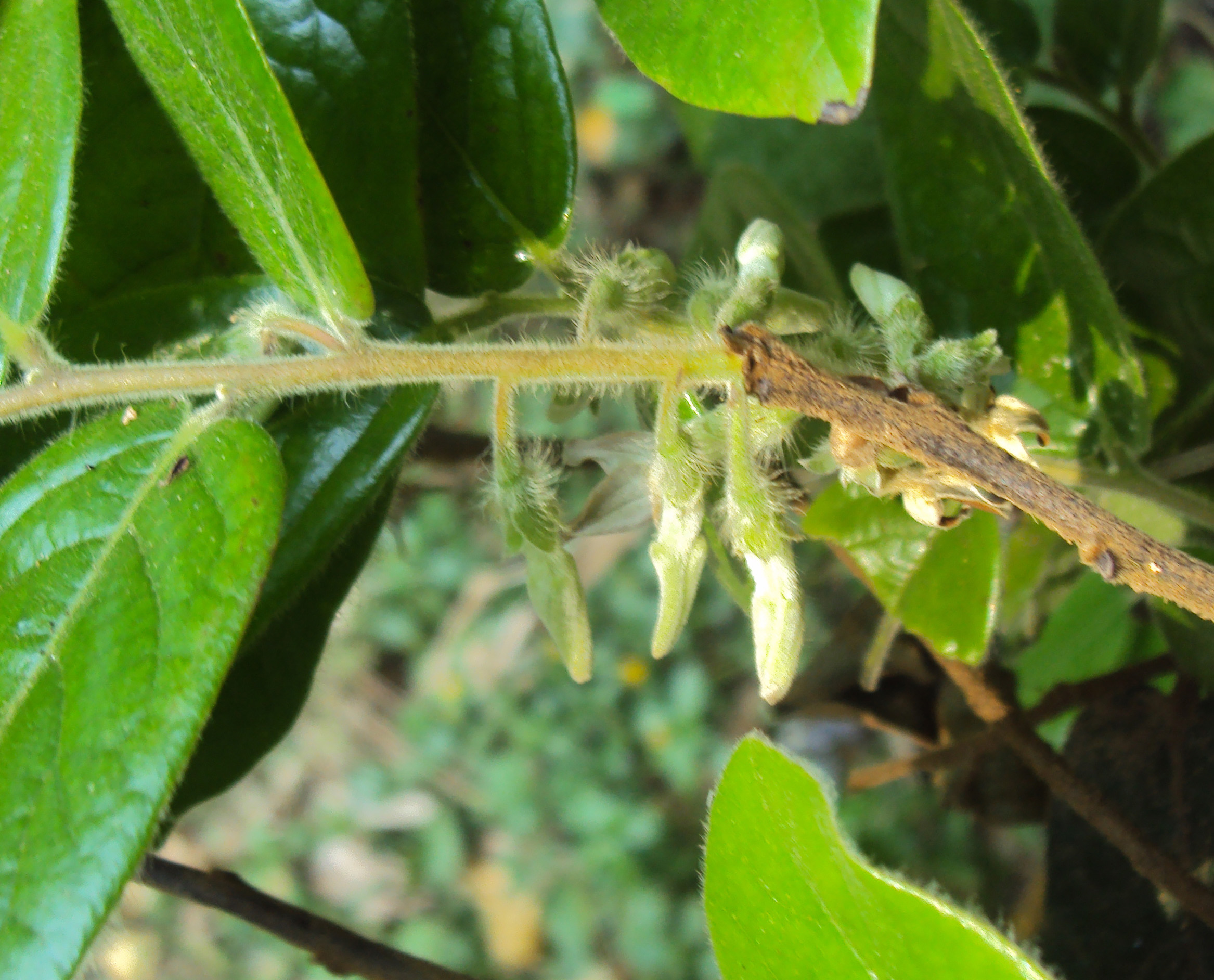
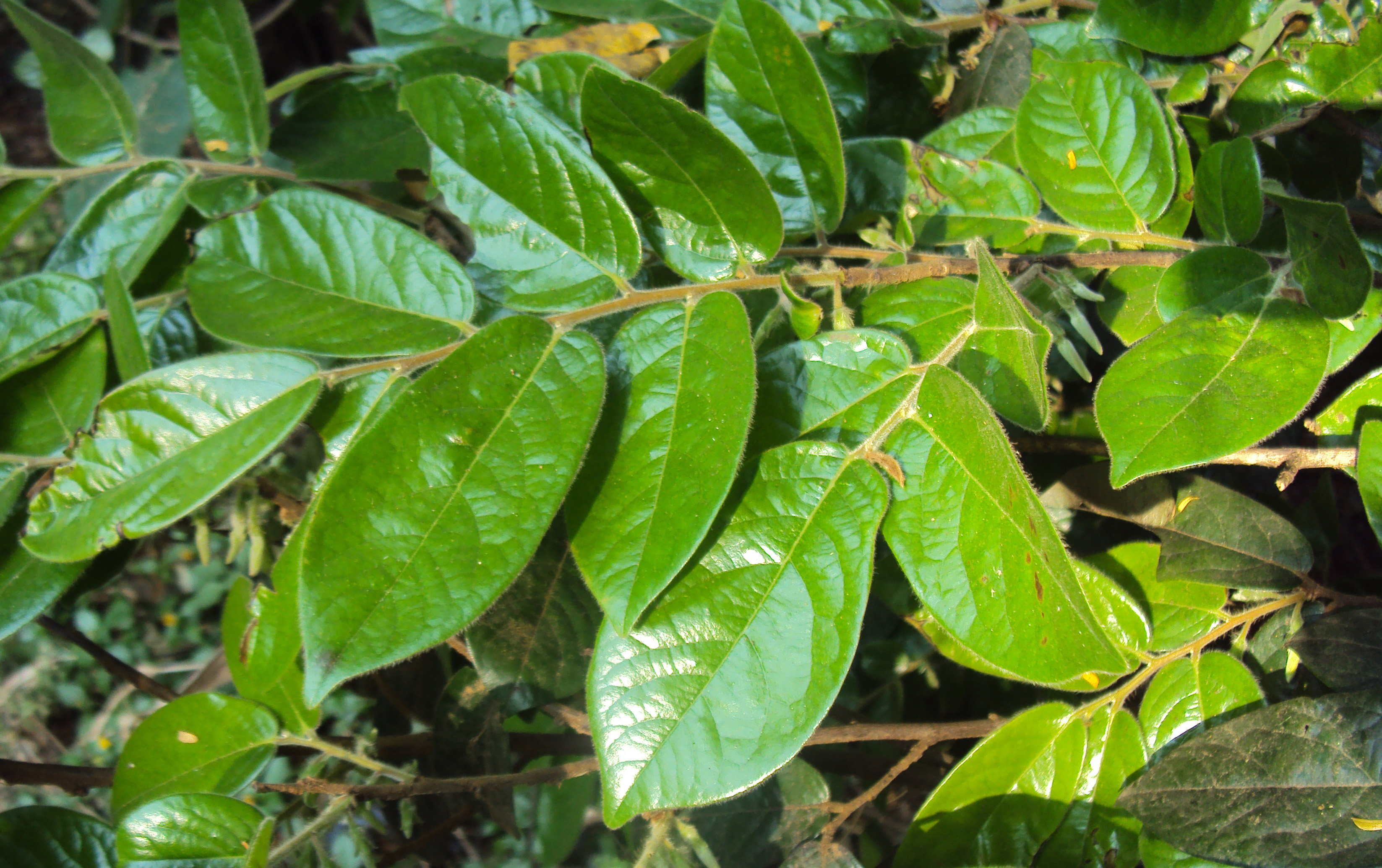
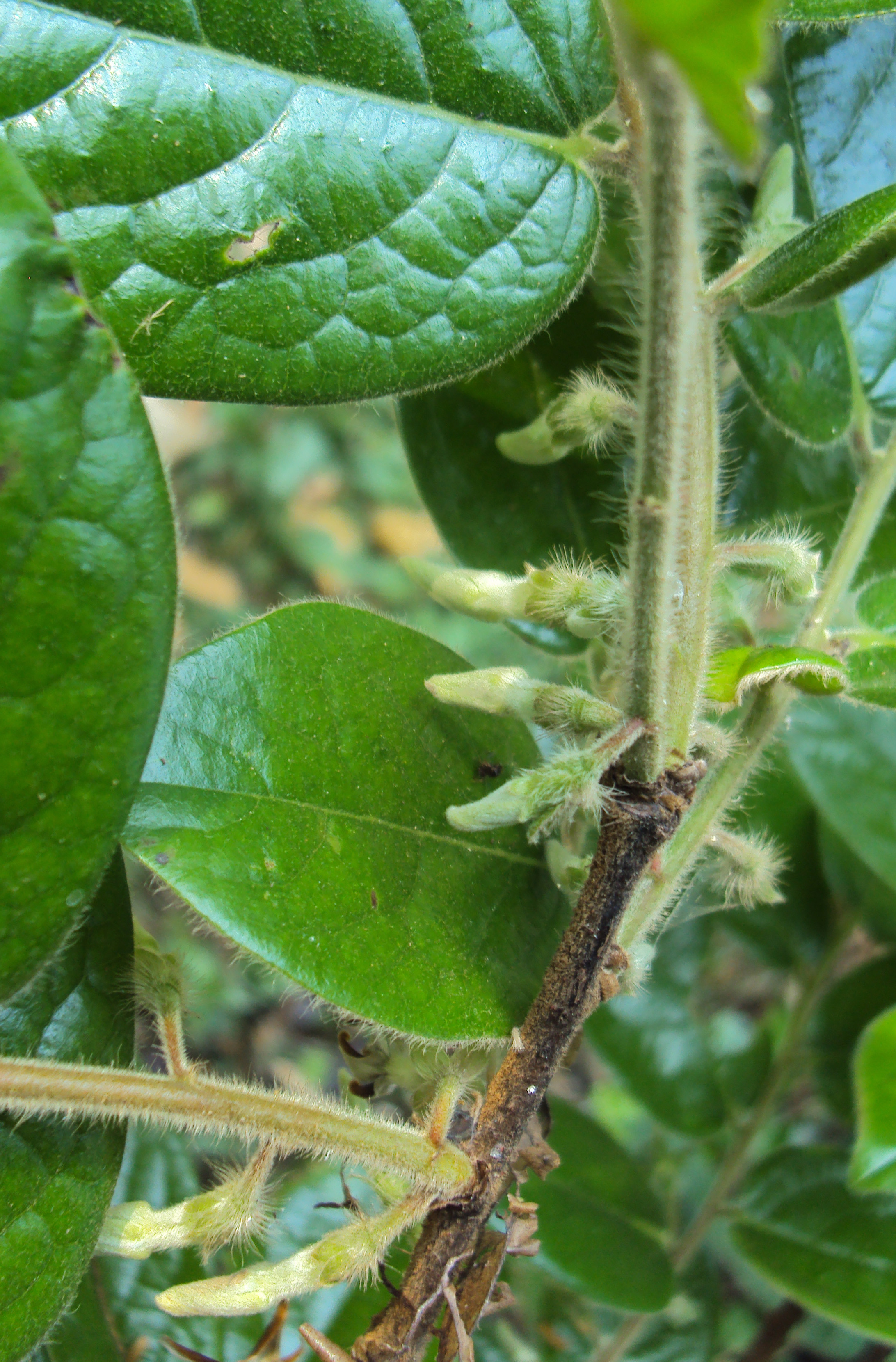